# Kap Gordon
Das Kap Gordon ist eine zerklüftete und 330 m hohe Landspitze, die das östliche Ende der westantarktischen Vega-Insel südlich der Trinity-Halbinsel bildet. 
Teilnehmer der vom britischen Polarforscher James Clark Ross geleiteten Antarktisexpedition (1839–1843) entdeckten sie. Ross benannte sie nach Kapitän William Gordon (1784–1858) von der Royal Navy, Lord Commissioner der britischen Admiralität.